# چیپوبتسو، هوکایدو
چیپوبتسو، هوکایدو (به لاتین: Chippubetsu, Hokkaido) یک منطقهٔ مسکونی در ژاپن است که در Sorachi Subprefecture واقع شده‌است. چیپوبتسو ۲٬۴۶۳ نفر جمعیت دارد.